# الیپتوسیتوز
الیپتوسیتوز (به انگلیسی: Elliptocytosis) اختلالی ارثی است که موجب بیضوی یا تخم مرغی شکل شدن گلبولهای قرمز می‌شود. شکل غیرطبیعی گلبولهای قرمز می‌تواند موجب تخریب آنها در طحال شود لذا مانند اسفروسیتوز یک آنمی همولیتیک محسوب می‌شود.

## انواع
این اختلال ارثی - که اوالوسیتوز (ovalocytosis) نیز نامیده می‌شود. به‌طور طبیعی در یک لام خون محیطی تا ۱۰٪ گویچه‌های سرخ می‌توانند بیضوی شکل باشند ولی در الیپتوسیتوز، دست‌کم ۲۵٪ تا ۹۰٪ گویچه‌های سرخ بیضوی هستند. بروز اختلالات مختلفی درژن‌ها (EL1 تا EL4) همانند اسفروسیتوز موجب اختلال در اتصال پروتئین اسپکترین غشاء گویچهٔ سرخ (سیتواسکلتال) می‌شود. شکل ناهنجار گلبول قرمز موجب افزایش تخریب آنها در طحال است. در آمریکا شیوع بیماری سه تا پنج نفر در هر ده هزار نفر است.
پیروپویکیلوسیتوز ارثی زیر دسته‌ای از الیپتوسیتوز ارثی است. یک کم خونی همولیتیک مادرزادی شدید که با میکروسیتوز، میکروپویکیلوسیتوز و تکه‌تکه شدن قابل توجه RBCها مشخص می‌گردد.

## علائم
اکثر افراد مبتلا بدون علامت هستند فقط احتمال افزایش سنگ کیسه صفرا در آنها وجود دارد. حدود ۱۰٪ بیماران تظاهرات بالینی شامل کم‌خونی با شدت متوسط، زردی خفیف و طحال قابل لمس دارند.

## درمان
بیمارانی که فرمهای شدیدی از الیپتوسیتوز را دارند به دلیل بزرگ شدن طحال باید طحال‌برداری شوند، در صورت داشتن سنگ صفراوی کیسهٔ صفرای آنان نیز باید برداشته شود. نقص غشاء گویچهٔ سرخ پس از برداشتن طحال ادامه می‌یابد، ولی همولیز و کم‌خونی درمان می‌شوند.